# ادبیات مازندرانی
ادبیات مازندرانی یا ادبیات تبری به مجموعه‌ای از آثار نوشتاری و روایات شفاهی به زبان مازندرانی (تبری) گفته می‌شود.

## تاریخچه
مردم مازندران به شعر‌های آوازی خود تَبَری و تَوَری می‌گویند. ادبیات و نظم مازندرانی تاریخی هزار و صد ساله دارد که قدیمی‌ترین آثار آن اشعار متعلق به مسته مرد و مرزبان باوندی و علی پیروزه است و همچنین پیشینهٔ نثر طبری به قبل از اسلام می‌رسد که متنی در باب بنای شهر آمل از زبان بانو آمله، دختر استاد دیلمی گفته شده و در کتاب تاریخ تبرستان ابن اسفندیار آورده شده‌است.
 زبان مازندرانی را می‌توان زبان دوم مذهب زیدی در سده‌های هشتم و نهم دانست از آن دوران کتب فراوانی بجای مانده که با توجه به آنها می‌توان این زبان را در کنار فارسی با قدمت‌ترین زبان ایرانی دانست که نگارش ادبی تاریخی دارد.
از کتب زیدی باقی مانده که به زبان‌های مازندرانی و عربی نگاشته شده می‌توان به چند تفسیر زیدی قران مانند: تفسیر کتاب‌الله (قرن۹)، تفسیرمغنیسا (قرن۹)، تفسیرقرآن سورتچی (قرن۷)،
و همچنین کتابی دربارهٔ مذهب زیدی به نام الابانه (قرن۹) به عربی و مازندرانی توسط ابوجعفر محمد بن یعقوب هوسمی نگاشته شده
همچنین کتبی مانند: دوم مشیخ زیدی (قرن۹)، سوم مشیخ زیدی (قرن۹)، مقامات الحریری (قرن۷)، الکفایه (قرن۹)، قصیده طنطرانیه (قرن۹) و چند کتاب دیگر به طبری ترجمه شده‌اند.
همچنین زبان مازندرانی با لهجهٔ گرگانی از زبان‌های مقدس فرقهٔ حروفیه که یکی از فرقه‌های صوفی ایران است اشاره کرد.
کتاب‌های محبت نامه، جاودان نامه و نوم نامه نوشتهٔ ملا فضل‌الله نعیمی استرآبادی از مهم‌ترین و با ارزش‌ترین کتب عرفانی و ادبی به زبان مازندرانی با گویش گرگانی است که متعلق به قرن هشتم هجری است.
شخصی نیز به نام سید اسحق استرآبادی کتابی عرفانی به نام محرم نامه به مازندرانی نگاشته که در باب فرقه حروفی است.
از نخستین آثار ادبی زبان مازندرانی کتابی از مرزبان بن رستم، اسپهبد باوندیان، بود که تنها ترجمه‌ای از آن تحت عنوان مرزبان‌نامه باقی مانده‌است. نخستین آثار به جای مانده، آثاری هستند که از پادشاهان دودمان زیاریان باقی مانده‌اند. به‌طور مثال در قابوس‌نامه چند دوبیتی طبری آمده‌است.
ذبیح‌الله صفا در تاریخ ادبیات ایران دربارهٔ این اشعار می‌گوید: «از لهجات محلّیِ ایران در سه قرن اوّل هجری و پس از آن، اشعاری به دست ما رسیده که غالباً همراه با وقایع تاریخی ذکر شده‌است، همهٔ این اشعار با وزن هجایی و بعضی دارای قوافیِ ناقص و احیاناً کامل بوده و نشان‌دهندهٔ این حقیقتند که شعر هجاییِ قدیم ایران تدریجاً به اوزان هجاییِ جدید که نزدیک به وزن‌های عروضی است، تبدیل می‌شده و به صورتی درمی‌آمد که در آثار شاعران فارسی‌زبان نیمهٔ دوم قرن سوم دیده می‌شود».
بسیاری از شاعران مازندرانی‌زبان را به واسطهٔ کتاب‌های تاریخی ابن اسفندیار، ظهیرالدین مرعشی و اولیاءالله آملی می‌شناسیم. علی پیروزه، مسته مرد، مرزبان بن رستم، قاضی هجیم آملی، خورشید مامطیری، باربد جریری طبری، گرد بازو قطب رویانی و کیا افراسیاب چلاوی از این دست شاعران هستند.
جدای از این موارد برخی اشعار به صورت حاشیه‌نویسی در کناره‌های کتب دیگر زبان‌ها آمده و چند کتاب ترجمه از عربی به طبری نیز موجود هستند. همچنین آثار شاعرانی همچون طالب آملی، سیتی نسا آملی، امیر پازواری، رضا خراتی، زرگر آملی، محمد چلاوی، نجما مازندرانی و… به صورت سینه به سینه و در غالب ترانه‌های فلکوریک و ترانه در میان مردم محلی مازندران باقی مانده‌است.
بخشی از آثار قدیمی که یا به مازندرانی نگاشته شده یا بخش‌هایی از آن مازندرانی است:
۱. تفسیر قران سورتچی (قرن۷)
۲.مقامات الحریری (قرن۷)
۳.تاریخ تبرستان (قرن۷)
۴.جاودان نامه (قرن۸)
۵.نوم نامه (قرن۸)
۶.محبت نامه (قرن۸)
۷. الکفایه (قرن۹)
۸. الابانه (قرن۹)
۹.تفسیر کتاب الله (قرن۹)
۱۰. تفسیر مغنیسا (قرن۹)
۱۱. دوم مشیخ زیدی (قرن۹)
۱۲. سوم مشیخ زیدی (قرن۹)
۱۳. قصیده طنطرانیه (قرن۹)
۱۴. اشعار امیر پازواری (قرن۹)
۱۵. لغت استرآبادی (قرن۹)
۱۶. محرم نامه (قرن۹)
همچنین برخی از بزرگان نظم و نثر تاریخی زبان مازندرانی:
۱.مرزبان بن رستم (قرن۳) ۲.علی پیروزه (قرن۴) ۳. مسته مرد (قرن۴) ۴.قابوس بن وشمگیر (قرن۵) ۵. قاضی هجیم (قرن۶) ۶.باربد جریر طبری (قرن۶) ۷. گردبازو یزدگرد باوندی (قرن۶) ۸. اسپهبد خورشید ممطیری (قرن۶) ۹. ابراهیم معینی (قرن۶) ۱۰. ابولعمرو (قرن۶) ۱۱.قطب رویانی (قرن۷) ۱۲. امیر علی (قرن۷) ۱۳. کیا افراسیاب چلاوی (قرن۸) ۱۴. کیا داوود چلاوی (قرن۸) ۱۵. حسن کیا (قرن۸) ۱۶. ملا فضل‌الله نعیمی استرآبادی (قرن۸) ۱۷. سید عبدالعظیم مرعشی (قرن۹) ۱۸. شیخ العجم امیر پازواری (قرن۹) ۱۹.ابوالفضل بن شهردویر دیلمی دیلمی (قرن۹) ۲۰. محمد بن تلجانی (نگارنده تفسیر مغنیسا قرن۹)

## ادبیات طبری کهن

### علی پیروزه
استاد علی پیروزه از شاعران طبرستان (قرن چهارم) که مداح عضدالدوله شهنشاه فناخسرو بوده، به زبان طبری چنین می‌سراید:
| بیروجه/پروجه که خورد همیون شو دارو |  | ای وی بسهون کمترم یا بنیرو |

- پیروزه که خورد همدان ...
- از وی به سخن کمترم یا به نیرو؟

### مست مرد
دیواره‌وز (مست مرد) شاعر طبری سرای (قرن چهارم) به زبان طبری چنین می‌سراید:
| کرو سدره نیله بدا واآین      |  | وا دیم کتی دیم ای مردمون وشاین |
| خیری بنهون کرد و نرگیس نماین |  | ای خیری خوی داوستی ور این      |
| کو خوره شی باین بومداین      |  | ای دریا و نیمی و نیومه اآین    |

- دخترک نیلی سدره پیدا آیان
- با صورت افتاد ای مردمان گسسته
- خیری پنهان کرد و نرگس نمایان
- ای خیر تر و تازه بستی در آیان
- گویی خورشید خود به این سرزمین می‌آید
- ای دریا نیستیم و نیامدین

| دا کیهون ای خور خورمی وندا     |  | مست آو و مست آتش بیا با      |
| دا وا شاه بکیهون سایه سری دلشا |  | بریه و کت اونرا که خور هابرا |
| آوی داد از ابنی آاینا          |  | شر ای واک وارسته کیهون و جا  |

- تا در جهان ای خورشید می‌خوریم
- مست آب و و مست آتش یا باد
- تا شاه جهان سایه سر است دلشاد
- می‌برد و بزرگ اون را که خورشید برد
- بیداد اگر… آیین
- شر ای … بارید جهان و جایگاه

| مردم خورم ای خور ایرونه بومی |  | زنش بمن چون کنه کنون شومی       |
| آین ییم یک شو مست مو بی مونس |  | بدای شمسی دل دنمه دنهراسن ای کس |
| ناگا بمن او گتن یکی دو نادون |  | هاگتن برون زنن بزیندون          |

- مردم خرم از خورشید خرم ایران می‌شویم
- زنش به من چه می‌کند که به کیوان می‌رویم
- آیان بودم یک شب مست من بی مونس
- بجز شمس نمی‌دهم دل نهراسد از کس
- ناگاه به من درافتادند یک دو نادان
- فراگرفتند بردند زدند به زندان

### عنصرالمعالی کیکاوس
عنصرالمعالی کیکاوس بن اسکندر بن قابوس شمس‌المعالی (قرن پنجم) در فصل بیستم قابوس‌نامه یک دو بیتی به زبان طبری می‌سراید:
| سی دشمن بشر تو داری رمونه     |  | نهراسم ور میر مبر کهون وردونه |
| چنین گنه دونا که بوین هر زونه |  | بگور خته نخسه آنکس به خونه    |

- سی دشمن انسان تو داری که می‌ماند
- نهراسم ور میر جهان می‌گردد
- چنین می‌گوید دانا که ببین هر کس را می‌زدند
- به گور می‌خوابید آنکس که نمی‌خوابد در خانه

### اسپهبد خورشید
اسپهبد خورشید بن ابوالقاسم مامطیری چنین می‌سراید:
| تدبیر کرده کادی که کوشک بسوجن |  | اون که شی کوشک بربدو تا بلوجن |
| نون کشور بوین سوجن کهون اورجن |  | تدبیر کرده کادی دیر هار موجن  |

- تدبیر کرده قاضی که کوشک بسوزند
- آنکه کوشک خود پر بوده تا به روزن
- اکنون کشور ببین سوزان جهان افروزان
- تدبیر کرده قاضی را آموزش

### باربد جریر طبری
باربد جریر طبری شاعر طبری‌سرا (قرن ششم) چنین می‌سراید:
| ای دو خر دارنه شاه ایرون |  | یک خر بزین نیکه یکی بپالون |

- این دو خر که دارد شاه ایران
- یک خر به زین نیک است یکی به پالان

### گرده بازو
گرده بازو یزگرد پسر مهتر اسپهبد رستم شاه غازی (قرن ششم) یک دو بیتی به زبان طبری می‌سراید:
| چَل وا من کرد این کرده وا یکی بُو |  | ورداورد بناز هو برد بخاکه واشو |
| بویست و پنج سال می تن بی بلا بو |  | کاشکی بیکی بازو نیاوردادو      |

- چرخ با من کرد این با یکی نکرده بود
- برآورد به ناز فروبرد به خاک سیاه
- به بیست و پنج سال تن من بی بلا بود
- کاشکی به یکی بازو نیاورد

### مجیر بانصران
مجیر بانصران (قرن ششم) چنین می‌سراید:
| مجیر تو جنا ببر نه او مجیری |  | که گتن بتی سزد اژدها بمیری |

- مجیر تو زن ببر آن مجیری
- که گفتن به تو سزد اژدها بمیری

### ابوالعمرو
ابوالعمرو (قرن ششم) چنین می‌سراید:
| تَنه هشتر بر بوم |  | به دلیری ای سوم |

- می تَنَد اژدر بر بوم
- به دلیری از سام

### اصفهبد مرزبان رستم بن شروین
اصفهبد مرزبان رستم بن شروین پریم (قرن ششم) چنین می‌سراید:
| چنین گُته دونای زرین کتاره  |  | به نیکیه نومه که شر جا دیاره |
| این پری بیا جه اندوهن کاره |  | پیا چه کمارزم برده این یپاره |

- چنین می‌گفت دانای زرین دهان
- به نیکی نامه که شعر پر آوازه است
- این پیری بود از کار اندوهناک است
- بود چه که ما را به رزم می‌برد این …

#### قاضی هجیم
قاضی هجیم (قرن ششم) قصیده ای را در هفتاد و هشت بیت به زبان طبری سروده‌است.

##### ابیات ۴ تا ۷
| جعبه شاعران چه کرده بوین      |  | همه را چون برا اتیلاو    |
| هر که می دوسته ای من این پرسی |  | بو من اسا بشر و جنباو    |
| هر که می دشمنه آمل بهلی       |  | واری و آوازه کوه و انکاو |
| می شکم ای فضول و جعبه پره     |  | اینه کی وا دره بمی لاو   |

- جعبه شاعران چه می‌کرده ببین
- همه را چون … گِل
- هر که دوست من است از من این می‌پرسد
- بود مانند من حالا بشر و جنبده
- هر که دشمن من است آمل هلید
- مانند آواز کوه و …
- شکم من از فضل و جعبه پر است
- این است که باد هست در بستر من

#### ابیات ۸ تا ۱۰
| اونک آورده می برون اشعار |  | برده وا شیرو لا اشیلاو |
| من و تو هر دوی سخن مونی  |  | این بنارنج و آن بخرماو |
| هر دوی نومه را ادی گیرن  |  | هردو هستیمه‌ها براناو   |

- آنکه آورده بیرون اشعار مرا
- برده با شیر و …
- سخن منو تو هر دو می‌ماند
- این به نارنج و آن به خرما
- کتاب هر دو اکنون گیرند
- هر دو هستیم بُرَنده

#### قطب رویانی
در قرن هفتم اسپهبد ملک محمد بن اردشیر باوندی و استندار شهرآگیم برای فتح قلعه گردکوه به دامغان لشکر کشید و قطب رویانی در این لشکرکشی ترجیع بندی تقدیم اسپهبد ملک محمد بن اردشیر باوندی و استندار شهرآگیم تقدیم نمود.
| دا وا وره ور شی چل شم ای شیم     |  | وا پی کرد بناز وشکت وهار ببجیر دیم |
| کنی کرمه وا دکت سرما دکالیم      |  | روباری او هارش بی ورفالیم          |
| میه شی شنه ای سنبله خوری بیم     |  | آهو سنبل ور بکرد زیله رازیم        |
| نرگس دهیت جام زر دربودپات سیم    |  | دبیری بیا زریر بسیم میم            |
| ونوشه بناز هو کرد سر و درومه     |  | چادر بکهو کرد بکلون کرد جومه       |
| هاگیر کرده کوه دزره بریو و نیرنگ |  | یا بهل انداج که نیه آن یکی سنگ     |
| شه کین خشت هولار زتن هوز ماین    |  | بینن انگشت هوکیل در کیب جاین       |

- تا بربره (حمل) می‌رفت شمع چرخ از ماهی
- … بشکفت … صورت زیبای بهار
- گویی گرمباد فروافتاد سرما را کالبد
- آب رودبار را نگاه کن شد برف آلای
- این ژاله می‌ریزد از بیم سنبله خورشید
- آهو بر سنبل کرد راز دل
- نرگس فراآخت جام زر پاشید نقره
- … به سیم زر موم
- بنفشه بناز فروکرده سرو در می‌آید
- چادر به کبود کرد برگان لباس چوپان
- خشت کین خود بشتاب بیازمای
- می‌بینند انگشت …
- بگیر دز گرده کوه را به ریو و نیرنگ
- یا بگدار خراج که نیست یکی سنگ

### اشعار طبری در نسخه خطی الکفایه فی علم الاعراب
نسخه خطی الکفایه فی علم الاعراب در نحو عربی مربوط به قرن نهم قمری می‌باشد که در کتابخانه استان قدس رضوی نگهداری می‌شود. کتاب الکفایه فی علم الاعراب از ضیاالدین مکی اخطب خوارزم صدرالائمه خطیب خوارزمی از شاگردان جارالله زمخشری در قرن ششم می‌باشد. در این نسخه طی هشت تک بیت به زبان طبری درج شده است.
| یا فلان این شربتی مرک واجینا  |  | آتش دکدی و مرا بسوجانی             |
| ترا خیربا که مرا خوش نزد جانی |  | این غم که من دارمه ایره اشتر داشتی |

### پیش از اسلام
در کتاب تاریخ تبرستان و دربارهٔ وجه تسمیه شهر آمل از شخصی به نام آمله دخت اشتاد دیلمی همسر فیروز شاه بلخ داستانی آمده که در پایان آن عبارتی به نثر مسجع آمده:
جاوید فرخ خسرو خدای انوشه ورجاوند، اج بامدادان سَفزه دییِن چشمِ افروجه، اُ تاوستان کتان و زمستان پرنیان پوشییِن تنِ افروجه، اُ سیر و انکسم خوردِن دَمِشِ افروجه.

### سده‌های نخست
نویسندگان مسالک و ممالک در نخستین قرن‌های اسلامی در ذیل گفتار دیلمان و طبرستان از این گویش یاد می‌کنند. ابوعبدالله مقدسی می‌گوید: «زبان کومش و گرگان به هم نزدیک است. ها بکار می‌برند و می‌گویند هاکن و هاده و آن را حلاوتی‌ست، و زبان مردم طبرستان بدانها نزدیک است مگر در آن شتاب است». از این‌گونه نوشته‌ها فقط پیداست که گویش طبری را در قرن‌های نخستین اسلامی بازشناخته‌اند ولی از آنچه در ادامه می‌آید می‌توان دریافت که به این گویش نوشته‌ها و شعرهایی بوده که امروز پاره‌ای از آن‌ها به ما رسیده‌است. این نام‌ها و نوشته‌های اندک نشان می‌دهد که چون طبرستان پس از برافتادن شاهنشاهی ساسانی مدت‌ها از دایره نفوذ خلافت بیرون بوده و چندین قرن حکومت محلی داشته این گویش دارای سنت ادبی شده و این سنت پس از برافتادن آن حکومت‌ها از میان رفته‌است.
- آثار از میان رفته[۲۰]

1. مرزبان نامه از اسپهبد مرزبان بن رستم (سدهٔ چارم) که متن طبری آن از دست رفته و دو ترجمه فارسی از آن به جا مانده‌است.
2. نیکی نامه دیوان شعر همین اسپهبد که ابن اسفندیار در تاریخ طبرستان از آن به عنوان «دستور نظم طبرستان» یاد کرده‌است.
3. باوند نامه تاریخ طبرستان به شعر بوده که در میانهٔ سده‌های پنجم و ششم گرد آورده بودند.
4. شکره در نوروزنامه خیام از آن نام برده شده‌است.

- آثار بازمانده[۲۱]

از آثار نظم و نثر طبری قرون چهارم تا نهم هجری، تنها ابیات و عباراتی پراکنده در لابلای سطور قابوس نامه، تاریخ طبرستان ابن اسفندیار، تاریخ رویان اولیاءالله آملی و تاریخ طبرستان و رویان و مازندران ظهیرالدین مرعشی بر جای مانده‌است. همه این آثار را صادق کیا بررسی کرده و داوود منشی زاده کار او را دنبال کرده‌است (نیز رجوع کنید: هَمِّر، ۱۹۱۳؛ بهار، ۱۳۱۶؛ ادیب طوسی، ۱۳۳۲؛ عمادی، ۱۳۵۹).
همچنین شش دوبیتی طبری در میان برگه‌های نسخه‌ای خطی از دیوان نظامی گنجوی، محفوظ در کتابخانه ملی پاریس، الحاق شده که محمد قزوینی آن‌ها در «مسائل پاریسیه» ی خود ضبط کرده‌است (افشار، ۱۳۸۳) و نیز چهار بیت طبری در جامع الالحان عبدالقادر مراغی ثبت است. (صادقی، ۱۳۷۳). افزون بر اینها مفردات و ترکیبات طبری قدیم را در جای جای تاریخ مازندران شیخ علی گیلانی (سدهٔ یازدهم)، تحفة المؤمنین حکیم مؤمن تنکابنی (سدهٔ یازدهم)، فرهنگ انجمن آرای ناصری، فرهنگ آنندراج و … می‌توان یافت. عموم اینگونه لغات شامل نام گیاهان و جانوران و خوراک و پوشاک و اصطلاحات مدنی و جغرافیایی است (کیا، ۱۳۲۶؛ عمادی، ۱۳۶۲؛ صمدی، ۱۳۷۲؛ قاسمی، ۱۳۸۳).
جدول زیر فهرستی از آثار طبری کهن بازمانده‌است، شامل اشعار و عبارات و کلمات پراکنده. غالب اشعار منسوب به امرا و بزرگان طبرستان در موضوع رزم و بزم و شکار و طبیعت و مهر و کین و پیمان است.
| شماره | اختصار        | گوینده؛ موضوع                                                                                              | اندازه  | قرن                  | منبع                                                                                               | مطالعات انجام شده                            |
| ----- | ------------- | --- | ------- | -------------------- | -------------------------------------------------------------------------------------------------- | -------------------------------------------- |
| ۱     | پیروجه        | دربارهٔ علی پیروزه                                                                                          | ۱ بیت   | ۴                    | ابن اسفندیار، ج ۱، ص ۱۳۷، ترجمه، ص ۸۷                                                              | بهار؛ کیا، ۱۳۲۷؛ منشی زاده                   |
| ۲     | مسته          | دیواره‌وز یا مسته‌مرد؛ دو قطعه                                                                               | ۹ بیت   | ۴                    | ابن اسفندیار، ج ۱، ص ۱۳۹، ترجمه، ص ۸۸                                                              | کسروی؛ بهار؛ کیا، ۱۳۲۷؛ ادیب طوسی؛ منشی زاده |
| ۳     | کاووس         | عنصرالمعالی کیکاووس، دوبیتی دربارهٔ از جان گذشتن در میدان رزم                                               | ۲ بیت   | ۵                    | کیکاووس، بکوشش نفیسی؛ ترجمه، ص ۸۷                                                                  | کیا، ۱۳۲۷؛ ادیب طوسی، منشی زاده، عمادی، ۱۳۵۹ |
| ۴     | خورشید        | اسپهبد خورشید مامطیری، دوبیتی در سوختن کوشک باذن قاضی                                                      | ۲ بیت   | ۶                    | ابن اسفندیار، ج ۱، ص ۱۰۸، ترجمه، ص ۶۱؛ اولیاءالله، بکوشش خلیلی، ص ۹۷؛ ظهیرالدین، بکوشش شایان، ص ۴۳ | کسروی؛ کیا، ۱۳۲۷؛ منشی زاده                  |
| ۵     | باربد         | باربد جریر طبری؛ تک بیت ناظر به دو یابوی شاه                                                               | ۱ بیت   | ۶                    | ابن اسفندیار، ج ۱، ص ۱۱۳، ترجمه، ص ۶۵؛ اولیاءالله، بکوشش ستوده، ص ۱۳۴؛ ظهیرالدین، بکوشش دارن، ص ۶۵ | بهار؛ کیا، ۱۳۲۷؛ ادیب طوسی                   |
| ۶     | گرده          | گرده بازو؛ دوبیتی در رنجوری خویش                                                                           | ۲ بیت   | ۶                    | ابن اسفندیار، ج ۲، ص ۱۱۵؛ ظهیرالدین، بکوشش شایان، ص ۱۷۷                                            | کیا، ۱۳۲۷؛ منشی زاده                         |
| ۷     | ساری          | شاعران ساری؛ بیت در وصف مُجیر                                                                               | ۱ بیت   | ۶                    | ابن اسفندیار، ج ۲، ص ۹۷                                                                            | کیا، ۱۳۲۷؛ منشی زاده                         |
| ۸     | آمله          | عباراتی به سبک ادب ساسانی از زبان آمله دختر اشتاد افسانه‌ای                                                 | ۳ عبارت | احتمالا پیش از اسلام | ابن اسفندیار، ج ۱، ص ۷۰، ترجمه، ص ۲۴؛ ظهیرالدین، بکوشش دارن، ص ۲۷                                  | کیا، ۱۳۲۷                                    |
| ۹     | سام           | ابواعمرو؛ بیت در اژدها کشیِ سام                                                                             | ۱ بیت   | ۶؟                   | ابن اسفندیار، ج ۱، ص ۸۹، ترجمه، ص ۴۱                                                               | بهار، اقبال، کیا، ۱۳۲۷؛ منشی زاده            |
| ۱۰    | معینی         | ابراهیم معینی؛ دوبیتی حاوی یک بیت از نیکی‌نومه                                                              | ۲ بیت   | ۶؟                   | ابن اسفندیار، ج ۱، ص ۱۳۷، ترجمه، ص ۸۶                                                              | کیا، ۱۳۲۷؛ منشی زاده                         |
| ۱۱    | هجیم          | قاضی هجیم؛ بخشی از ملمع بلند فارسی درآمیخته به کلمات و عبارات عربی و طبری؛ در حدود ۱۸ مصراع طبری خالص دارد | ۳۲ بیت  | ۶؟                   | ابن اسفندیار، ج ۱، ص ۱۳۴، ترجمه، ص ۸۳                                                              | کیا، ۱۳۲۷؛ مؤید                              |
| ۱۲    | قطب           | قطب رویانی؛ ترجیع بندی در سه بند                                                                           | ۱۴ بیت  | ۷                    | ابن اسفندیار، ترجمه، ص ۲۶۰؛ اولیاءالله، بکوشش خلیلی، ص ۱۱۱؛ ظهیرالدین، بکوشش دارن، ص ۸۶            | کسروی؛ کیا، ۱۳۲۷، منشی زاده                  |
| ۱۳    | امیرعلی       | امیر علی؛ مطلع مرثیهٔ ترجیع بند                                                                             | ۱ بیت   | ۷                    | اولیاءالله، بکوشش ستوده، ص ۱۶۶                                                                     | کیا، ۱۳۲۷                                    |
| ۱۴    | امیر افراسیاب | کیا افراسیاب چلاوی؛ دو دوبیتی                                                                              | ۴ بیت   | ۸                    | نسخه Supple. Pres. ۱۸۱۷ در کتابخانهٔ ملی پاریس، به نقل از قزوینی در «مسائل پاریسیه»، ص ۱۸۳–۱۸۱      | قزوینی، برجیان                               |
| ۱۵    | داوود         | امیر داوود یک دوبیتی                                                                                       | ۲ بیت   | ۸                    | نسخه Supple. Pres. ۱۸۱۷ در کتابخانهٔ ملی پاریس، به نقل از قزوینی در «مسائل پاریسیه»، ص ۱۸۳–۱۸۱      | قزوینی، برجیان                               |
| ۱۶    | حسن           | حسن کیا؛ سه دوبیتی                                                                                         | ۶ بیت   | ۸                    | نسخه Supple. Pres. ۱۸۱۷ در کتابخانهٔ ملی پاریس، به نقل از قزوینی در «مسائل پاریسیه»، ص ۱۸۳–۱۸۱      | قزوینی، برجیان                               |
| ۱۷    | عظیم          | میر سید عبدالعظیم؛ دو دوبیتی                                                                               | ۴ بیت   | ۹                    | ظهیرالدین، بکوشش شایان، ص ۲۹۳–۲۹۲؛ کنزالاسرار، ج ۲، ص ۷۰                                           | کیا، ۱۳۲۷، منشی زاده                         |
| ۱۸    | ظهیر ۱        | عبارات طبری در «تاریخ طبرستان و رویان و مازندران»                                                          | ۵ جمله  | ۹                    | ظهیرالدین، بکوشش دارن، ص ۲۳۵، ۳۷۶، ۴۱۳، ۴۳۹                                                        | کیا، ۱۳۲۷                                    |
| ۱۹    | جامع          | دو دوبیتی                                                                                                  | ۴ بیت   | ۹                    | نسخه‌های خطی «جامع الالحان عبدالقادر مراغی، بنقل از صادقی، ۱۳۷۱                                     | صادقی، ۱۳۷۱                                  |
| ۲۰    | شیخ علی       | ضربالمثلی در حمله تیمور                                                                                    | ۱ جمله  | ۱۱                   | ملا شیخ علی، ص ۵۶                                                                                  | عمادی، ۱۳۶۲                                  |
| ۲۱    | اسفندیار      | کلمات و ترکیبات طبری در «تاریخ طبرستان»                                                                    |         | ۷                    | ابن اسفندیار، جاهای مختلف                                                                          | کیا، ۱۳۲۷                                    |
| ۲۲    | اولیاء        | کلمات و ترکیبات طبری در «تاریخ رویان»                                                                      |         | ۸                    | اولیاءالله، جاهای مختلف                                                                            |                                              |
| ۲۳    | ظهیر ۲        | کلمات و ترکیبات طبری در «تاریخ طبرستان و رویان و مازندران»                                                 |         | ۹                    | ظهرالدین، جاهای مختلف                                                                              | کیا، ۱۳۲۷                                    |

## ترجمه‌هایی از عربی به طبری[۲۳]

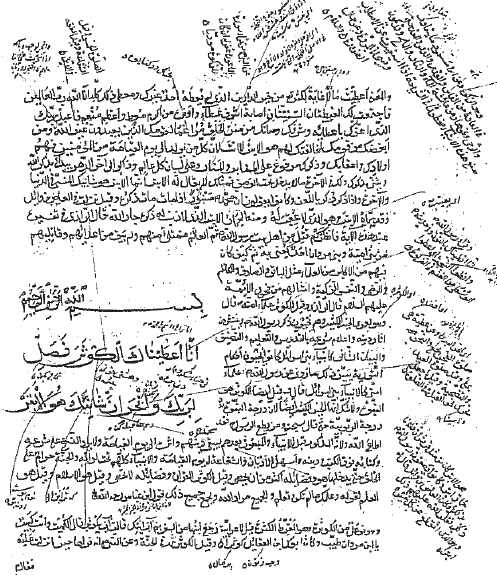
در تصویر، سورهٔ کوثر قرآن به همراه ترجمهٔ طبری کهن

آنچه میراث مکتوب طبری را از دیگر زبان‌های مشابه ممتاز می‌سازد وجود چندین ترجمه از قرآن و ترجمه‌ای از مقامات حریری است. روشی که در عموم این آثار اختیار شده ترجمهٔ کلمه به کلمه در زیر هر سطر از متن عربی‌ست و عیبش آن است که استخراج نحو زبان مقصد (طبری) را دشوار می‌سازد.
کتابی که تحت عنوان «ترجمه طبری قرآن» معروف شده، با نام تفسیر کتاب‌الله شناخته می‌شود. این کتاب در واقع یک تفسیر قرآن در سنت دینی زیدیه است که به لهجه غرب مازندران و شرق گیلان در میانه‌های آن ترجمهٔ آیات نوشته شده‌است ولی خود تفاسیر اکثراً به زبان عربی هستند. طبق کشف عمادی حائری، نویسنده این کتاب ابوالفضل بن شهردویر دیلمی نام دارد. متن کامل این اثر به صورت نسخه برگردان در دو جلد با مقدمه سید محمد عمادی حائری در سال ۱۳۸۸ ش منتشر شده‌است.
ترجمه مقامات الحریری در نسخه‌ای در کتابخانهٔ ملک تهران نگهداری می‌شود و دارای ۱۸۹ برگ است. صادق کیا(۱۳۲۳) در ارزیابی کوتاهی ترجمه را از اوایل قرن هفتم برآورد کرده اما فضل‌الله پاکزاد(۱۳۸۴) در مطالعه‌ای که از شش مقامهٔ نخست متن به عمل آورده تاریخی قدیمی‌تر از قرن نهم و دهم هجری برای آن قائل نمی‌شود.

### ترجمه طبری قرآن به گویش کجوری
قرآن طبری به گویش کجوری نزدیک به کلارستاقی توسط محمد خطیبی امام جمعه کلارآباد بین سال‌های ۱۳۸۴ تا ۱۳۹۳ به رشته تحریر درآمد. ترجمه طبری قرآن که بالغ بر ۱۰۱۰ صفحه می‌باشد به دو زبان عربی و طبری می‌باشد در کلارآباد رونمایی گردید.

### ترجمه طبری قرآن به گویش گرگانی
جز سی ام قرآن طبری به گویش گرگانی توسط مهدی کمالی در سال ۱۴۰۰ به رشته  تحریر درآمد. این ترجمه طبری قرآن در تالارفخرالدین اسعد گرگانی رونمایی شد.

## آثار سده نوزدهم میلادی[۲۷]
آثاری که تا کنون یاد شد، گرچه طبری یا خویشاوندی نزدیک است، غالباً ناقص و ناخواناست و سیمای زبان را به‌درستی نشان نمی‌دند و برای مازندرانیان معاصر به‌درستی مفهوم نیست. نخستین آثاری که زبان طبری را تمام و کمال به ما عرضه می‌دارد مربوط به نیمه اول سدهٔ نوزدهم میلادی است. این آثار حاکی از آن است که در دویست سال اخیر مازندرانی دستخوش دگرگونی مهمی نشده‌است.
- نصاب طبری

یادگار پر و پیمان این عصر نصابی است که امیر تیمور قاجار ساروی مشهور به امیر مازندرانی، در عهد محمد شاه قاجار سرود. در این اثر ۸۵۳ لغت مازندرانی و برابر فارسی هرکدام در چند بحر عروض به رشته نظم کشیده شده‌است. این لغات را صادق کیا از روی سه نسخه استخراج کرده و در واژه‌نامهٔ طبری(۱۳۲۷) تنظیم نموده‌است.
- کوشش‌های خاورشناسان

آثار دیگر مازندرانی از سدهٔ نوزدهم مرهون کوشش‌های خاورشناسان و کنجکاوی جهانگردان است: الکساندر خوجکو(۱۸۴۲)، ایلیا برزین(۱۸۵۳)، گریگوری والریانویچ ملگنوف(۱۸۶۱٬۶۸)، برنهارد دارن(۱۸۶۲٬۷۵)، ژاک دمورگان(۱۹۰۴) در تألیفات خویش مقدار قابل توجهی لغات و اصطلاحات و عبارات و اشعار مازندرانی ثبت کرده‌اند.
در اینجا باید از متون منثور مازندرانی نیز یادکرد که به توصیهٔ اروپائیان نوشته شده یا از فارسی ترجمه شده‌است:
1. ترجمه بخشی از طوفان البکاء (برزین ۱۸۵۳، ج۲، ص ۷۲–۷۹)
2. ترجمه چندین حکایت فارسی، از جمله حکایات گلستان سعدی (دارن ۱۸۶۰٬۶۶، ج۲، ص ۱–۱۲۲)
3. روایتی از حادثهٔ معروف به شیخ طبرسی در نزدیکی بارفروش (دارن ۱۸۶۵)
4. دو روایت در مورد آمل و بارفروش به تاریخ ۱۳۰۷ هجری قمری (مورگان ۱۹۰۴، ص ۲۴۸–۷۶۰)

- دیوان امیر پازواری

این دیوان مجموعه‌ای از دو بیتی‌های طبری منسوب به شاعری به نام «امیر پازواری» است که «برنهارد دارن» شرق‌شناس روسی به یاری محمد شفیع مازندرانی، در سال ۶–۱۸۶۰ میلادی تحت عنوان کنز الاسرار در سن پطرزبورگ با برگردان پارسی چاپ کرده‌است.

## کیا افراسیاب چلاوی

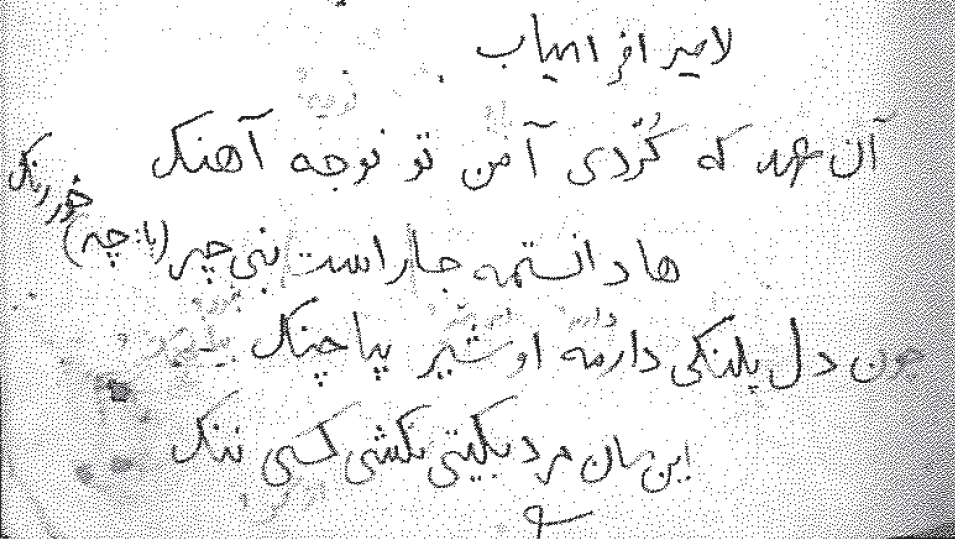
شعری از افراسیاب چلاوی با دست‌خط «محمد قزوینی» که از روی نسخهٔ موجود در پاریس نوشته شده‌است.

کیا افراسیاب گاهی اشعاری می‌سروده‌است، اما دیوان او موجود نیست؛ البته برخی از شعرهایش به زبان طبری (مازندرانی) باقی مانده‌است. در نسخه‌ای از اشعار نظامی گنجوی که در پاریس نگهداری می‌شود، بین مخزن‌الاسرار و خسرو و شیرین تعدادی از اشعار خیام نهفته شده‌است و همچنین در بین اسکندرنامه چندین دو بیتی به زبان طبری و با خطی الحاقی آمده‌است که نسبتاً قدیمی است. گویا وزن این رباعیات، وزن ویژه ملی ایرانیان – و لااقل طبری‌ها – است و از بحرهای خلیل بن احمد خارج است.
شاعران این دو بیتی‌ها «امیر افراسیاب»، «امیر داوود» و «حسن کیا» ذکر شده‌اند که در این میان اولی همان کیا افراسیاب چلاوی است و دو نفر دیگر نیز از معاصران و اطرافیان وی می‌باشند. از کیا افراسیاب چلاوی سه دو بیتی دیگر نیز در کتاب تاریخ طبرستان و رویان و مازندران وجود دارد.
این دو بیتی‌ها در تاریخ زبان و ادبیات طبری ارزش زیادی دارند؛ چنان‌که قدیمی‌ترین سروده‌های باقی ماندهٔ این زبان از قرن‌های چهارم تا نهم هجری قمری هستند و ۱۲ بیت مذکور یک پنجم این مجموعه را تشکیل می‌دهد و این در حالی است که از نظر کیفی هم این اشعار قابل قرائت‌تر از اشعار پیشین هستند. از دیگر تفاوت‌های این اشعار، ذکر نشدن علت سرودن شعر است.
در واقع این اشعار از واپسین متون تاریخی زبان طبری است؛ زیرا با نابودی دودمان‌هایی که دنبالهٔ اسپهبدان طبرستان بودند، ترویج فرهنگ پهلوانی طبرستان و دوران ادبیات رزمی و بزمی آن به سر می‌رسد. گرچه تمام الفاظ با آوانگاری اصیل طبری نوشته شده‌اند، ولی در اشعار مذکور «فارسی‌گرایی» نیز دیده می‌شود. به‌طور مثال در این اشعار از «ا» به جای «و» در موضع پیش از صامت خیشومی استفاده شده‌است.
بخشی از اشعار طبری کیا افراسیاب چلاوی:
| آن عهد که کُردی آ من تو نوجه آهنگ  |  | هادانستمه جا راست نبی چر خور رنگ |
| چون دل پلنگی دارمه او شیر بیا چنگ |  | این سان مرد بگیتی نکشی کسی ننگ   |

و آخر هزیمت بر لشکر رستمدار رسید در آن معرکه سیصد و سی تن از مردم رستمدار کشته و کیا افراسیاب در آن باب گفته طبری:
| ملک رستمدار پسر شهنشاه غازی   |  | آمل به نتوندی گیتن بواز وازی |
| مردان جنگی دارمه و اسپون تازی |  | پرفریسیومه قد باین درازی     |

## رضا خرات
رضا خرات کُجوری (۱۱۵۰ هجری قمری - ۱۲۲۰ هجری قمری) از اهالی خرات محله کجور شهرستان نوشهر، از شاعران مشهور طبری زبان استان مازندران در عصر زندیه به‌شمار می‌رود که به گویش کجوری می‌سرایید. اشعار او همانند سروده‌های شیخ العجم امیر پازواری در میان مردمان طبری مازندران سینه به سینه نقل می‌شود. رضا خرات پس از امیر پازواری، تنها شاعر بومی سرایی بود که سروده‌هایش در میان مردم مازندران قبول عام یافت.
سروده‌های رضا خرات کجوری دارای مفاهیم مذهبی، اخلاقی، اجتماعی و برخوردار از بار عاطفی ویژه ای است. از لحاظ ساختمان زبانی و شیوه کاربرد صرفی و نحوی، فاصله چندانی با زبان طبری عصر حاضر ندارد و بدین دلیل که زبان طبری عصر زندیه و آغاز به قدرت رسیدن آقا محمدخان قاجار، یعنی هنگام زندگانی رضا خرات، با بازمانده زبان طبری امروز قرابت و نزدیکی دارد.
نوع مفاهیم و، تصاویر و لحنی که در سروده‌های رضا خراط مشاهده می‌شود دارای حال و هوای کوهستانی است و به‌طور واضح با سبک و شیوه امیر پازواری متمایز است.
| من که بَمِینهَ، مَر بَوِرین مِه دیما |  | اونجه بَوِرین، روزی هزار بار شیما  |
| اَتا خال نرگس، دَکارین خاکِ دیما |  | مِه مار که بِمو، دونه مِه خاک کَدیما |

mәn kә bәminә mәr bәverin me dimā
onjә bәverin ruzi hәzārbār šimā
attā xāl narges dakārin xāke dimā
me mār kә bemu dune me xāk kәdimā
- وقتی مُردم مرا به دیارم ببرید
- مرا جایی ببرید که روزی هزار بار می‌رفتم
- در خاک گور من شاخه ای نرگس بکارید
- تا مادرم گور مرا بشناسد

## ادبیات طبریِ گرگانی
بخشی از ادبیات طبری را گویش گرگانی تشکیل می‌دهد که کتاب‌هایی مانند محبت نامه، نوم نامه، جاودان نامه، محرم نامه، و لغت نامه ای به نام لغت‌استرآبادی به این گویش نگاشته شده‌اند که صادق کیا از روی این متون واژه‌نامه گرگانی را تهیه کرد.
- جاودان نامه:

سَبب چه بی که عیسی واتِی که با شِمِه هر چه واتِن به اشاره واتِن(طبری امروزی:سبب چه بی‌یه که عیسی باته که با شِما هر چه باتمِه به اشاره باتمه)
- نوم نامه:

واتِی که هَنِه کو تِنِ زمین سِرخ بو(طبری امروزی:باته که ونِه که تِنِ زمین سِرخ بوئه)

## ادبیات شفاهی

### حماسه هژبرسلطان
منظومه هُژَبر سلطان (مازندرانی: هوجْبِرنومهْ یا هوجْبِر سِلْطونْ) روایتی شعرگونه به زبان مازندرانی برگرفته از حادثه‌ای تاریخی است که در شمال ایران رخ داده‌است.
مضمون این منظومه مربوط می‌شود به دو رویداد تاریخی نبردهای سوادکوه (۱۲۹۸ و ۱۳۰۰هـ. ش) و ستیز انجمن ملی طبرستان (امیرمؤید سوادکوهی و فرزندانش) با نظامیان تحت فرمان رضاشاه.
این منظومه گزارش تاریخی صرف نیست؛ مردم آنگونه که پسندشان بوده از این واقعیت تاریخی سودجسته و در مناطق مختلف طبرستان، مطابق شرایط خاص، آن را بازسازی کرده‌اند.

#### ویژگی‌ها
منظومه هژبرسلطان در تقسیم‌بندی سروده‌ها در رده منظومه‌های حماسی است. سرایندگان این منظومه آنگونه که خواسته‌اند این منظومه را بازسازی کردند و مطابق آرمان‌ها و خواسته‌هایشان با دستمایه قراردادن رویدادها به سرودن پرداخته‌اند. این منظومه مانند دیگر منظومه‌های حماسی، انعکاسی از آمال جامعه و مردمی است که در دست یافتن به آرمان‌هاشان ناکام و دچار مشکلند.
البته بعضی از مؤلفان در حماسی بودن این منظومه به دیدهٔ شک نگاه کرده‌اند. چنانچه کیوان پهلوان نقدی بر حماسی قلمداد کردن این منظومه نوشته‌است. ولی بیشتر نویسندگان، زبان‌شناسان از این منظومه به عنوان یک منظومه حماسی یادکرده‌اند.

#### داستان حماسه
آغاز این حماسه با یک نوع خودآگاهی از حوادث مصیبت‌باری همراه است که روی خواهد داد. آن خبر ناگوار اسائهٔ ادب به ساحت پهلوانی و جوانمردی است.
هژبرسلطان «قهرمان منظومه» برای ادب کردن دشمنی که قصد جسارت دارد، برمی‌آشوبد، با یک برنامه ساده و بدون هیچگونه مقاومتی از سوی دشمن، حریف قدرتمند را به بند می‌کشد.
امیرموید نیز به سان همهٔ پیران در حماسه‌ها، راهنما و راهگشای فرزند و به‌واقع نوعی تکیه‌گاه اصلی و مهم برای قهرمان داستان است. او با حس قوی خود (در داستان این حس قوی با نوعی پیشگویی با استفاده از رمل صورت می‌گیرد) درمیابد که باید نبرد سهمگینی را تدارک دید و این موضوع را به پسران گوشزد می‌کند. مدتی نگذشت که جنگ و گریز به راه می‌افتد.
این نبرد، که در واقعیت تاریخی خود طی دو دوره رخ داد، در منظومه به صورت یک نبرد فشرده و سخت روی‌می‌نماید.
فرزندان امیرموید به کوهستان پناه می‌برند (این کار برای خاندان امیرموید رسمی نانوشته بود) و پس از طی مسافتی طولانی به نزد ایلات ترکمن در ترکمن‌صحرا می‌گریزند. در اینجا نبرد متوقف می‌شود و پدر و فرزند ارشدش به گروگان گرفته می‌شوند.
هژبر و سیف‌الله خان به اجبار به خدمت نظام درمی‌آیند. دشمن در اینجا شروع به اختلاف‌سازی بین دو برادر می‌کند و به سیف‌الله خان مقام و پست می‌دهد اما هژبر هنوز مجبور است که مانند دیگر سربازان نظام را ادامه دهد. برادر بزرگتر (سیف‌الله خان) با گرفتن پست به دشمنان اعتماد می‌کند ولی هژبر می‌کوشد تا برادر را از میزمذاکره دور کند و نیرنگ‌های دشمنان را بر آب سازد. در اینجا همسر سیف‌الله خان و خود وی هژبر را به مذاکره تشویق می‌کنند. هژبر نیز به احترام برادربزرگش به مجلسی که دشمنان تدارک دیده‌اند می‌رود. اما هر دو برادر را دستگیر می‌کنند و دستهایشان را می‌بندند. هژبر در اینجا مانند قهرمانان اساطیری ریسمان را با زور بازویش پاره می‌کند بنابراین دستهایش را با سیم تلفن می‌بندند.
در اینجا یاران هژبر به کمکش می‌شتابند اما اثری ندارد و هژبر در میانهٔ راه تهران کشته می‌شود. در پس این کار مردم عزادار می‌شوند و نام و یاد هژبر دهان به دهان به نسلهای بعدی می‌رسد تا آنکه تو (خواننده) این اشعار را می‌شنود.

#### وزن و قافیه
منظومه حماسی هژبرسلطان قالبی مخصوص خود دارد و هر مصرع آن حکم بیت را دارد. از همین رو هم‌قافیه بودن تمام مصرع‌ها همانندی آن را از مثنوی دور می‌کند. تکرار یک مصرع آن را با ترجیع‌بند مشابه می‌سازد، اما مصرع یا بیت ترجیع‌بند مشخص آورده نمی‌شود. ولی این ویژگی در منظومه هژبرسلطان واقف نیست.
سرایندگان این منظومه از عوام بوده‌اند و بنابراین فقط با ذوق و استعداد خدادادیشان این اشعار را سروده‌اند و به وزن و قافیه توجهی نداشته‌اند.
این منظومه مانند بسیاری از اشعار سروده‌شده در پیش از اسلام یا اشعار گیلکی با موسیقی خوانده می‌شود و لحن خاصی در خواندن آن وجود دارد. و فقط زمانی که با آهنگ مخصوص خود خوانده شود موزون است و به صورت مجرد وزنی ندارد.

## ادبیات معاصر

### نیما یوشیج و روجا
دغدغه اصلی نیما حفظ و احیای زبان طبری بود، او در نامه‌ها و دست نوشته‌هایش و همچنین در مقدمه دفتر روجا، به این دغدغه اشاره می‌کند. وی در نامه‌هایی که به برادرش می‌نویسد، سه بار از وی می‌خواهد که کتاب تاریخ طبرستان و دیوان امیر پازواری را برایش تهیه کرده و ارسال کند. مهم‌ترین گام نیما در راه زنده نگاه داشتن زبان تبری، سرودن اشعار طبری در مجموعه ای با نام روجا است.
نمونه اشعار مازندرانی
روجا (در زبان مازندرانی به معنی ستارهٔ سرخ سحری) عنوان مجموعه‌ای از اشعار نیما یوشیج است که به زبان طبری سروده شده‌اند. این اشعار ابتدا در کتاب مجموعه اشعار نیما یوشیج (نشر نگاه) و پس از آن توسط مجید اسدی چاپ شدند. این اشعار به زبان مازندرانی است و به گویش کجوری و کلارستاقی که در شهرستان‌های نور، نوشهر و چالوس گویش می‌شود شباهت دارد.
| لوش کُلُمی دروازِه نَوونُ    |  | درچوبی آغل، هیچگاه دروازه نمی‌شود        |
| کلین بِنِه اِسَپی رازه نوونُ |  | زمین سوخته، سبزه زار نمی‌شود             |
| بُخوشتُ هسکا تازه نَوونُ    |  | استخوان خشکیده دیگر جوان نمی‌شود         |
| نامرد جور تلی سازه نَوونُ |  | درختچه‌های خار دار، جارو نمی‌شوند نمی‌شوند |
|                         |  | (روجا)                                  |

| کیجا سارِه فِرِنگی رِ مونِسُّ  |  | دختر، ساره شبیه فرنگی‌ها بود                  |
| مِ وُرَ نیشتُ وِ اَمیری خونِسُّ  |  | کنارم می‌نشست و امیری می‌خواند                 |
| گُنی مِ دِلِ درد وِ چونِسُّ     |  | تو گویی او از درد دل من چگونه خبر داشت       |
| وِ دِل خواس مُن گُمُ وی دونسُّ |  | اگر چه دلش می‌خواست، اما من می‌گویم او می‌دانست |
|                         |  | (روجا)                                       |

| آفتاب هاکردُ دُریوی دیمُ ایشُم |  | روز آفتابی صورت دریا را نگاه می‌کنم       |
| ویشُه بَسوتُه مُن وُن هیمِ ایشممُ |  | در بیشهٔ سوخته، من هیزم‌هارا تماشا می‌کنم   |
| یار کُو شُون و گزلیمُ ایشُم    |  | یار که می‌رود من موی مجعد اورا نگاه می‌کنم |
| دُل کُو نارمُ نمِّ کُدیمِ ایشُم    |  | دل که ندارم نمی‌دانم به چه کسی نگاه می‌کنم |
|                            |  | (روجا)                                   |